# Flat Top Mountain
Flat Top Mountain – jednostka osadnicza w Stanach Zjednoczonych, w stanie Tennessee, w hrabstwie Hamilton.